# Saïd Oumar Koulibaly
Pour les articles homonymes, voir Koulibaly.
Saïd Oumar Koulibaly, né le 20 septembre 1975 à Conakry, est un homme politique guinéen.
Directeur général et du directeur général adjoint de la Société de Gestion et d’Exploitation des Aéroports de Guinée (SOGEAG-S.A) depuis le 16 aout 2025.
Il était le ministre des Postes, des Télécommunications et de l'Économie numérique, nommé par décret présidentiel le 19 juin 2020 dans le Gouvernement Kassory I et II jusqu'à la chute du régime condé le 5 septembre 2021.

## Biographie et études
Saïd Oumar Koulibaly est diplômé en microélectronique de l’université du Québec à Montréal (UQAM) et est titulaire d’un DESS en Génie électrique à Montréal, Canada.

## Parcours professionnel

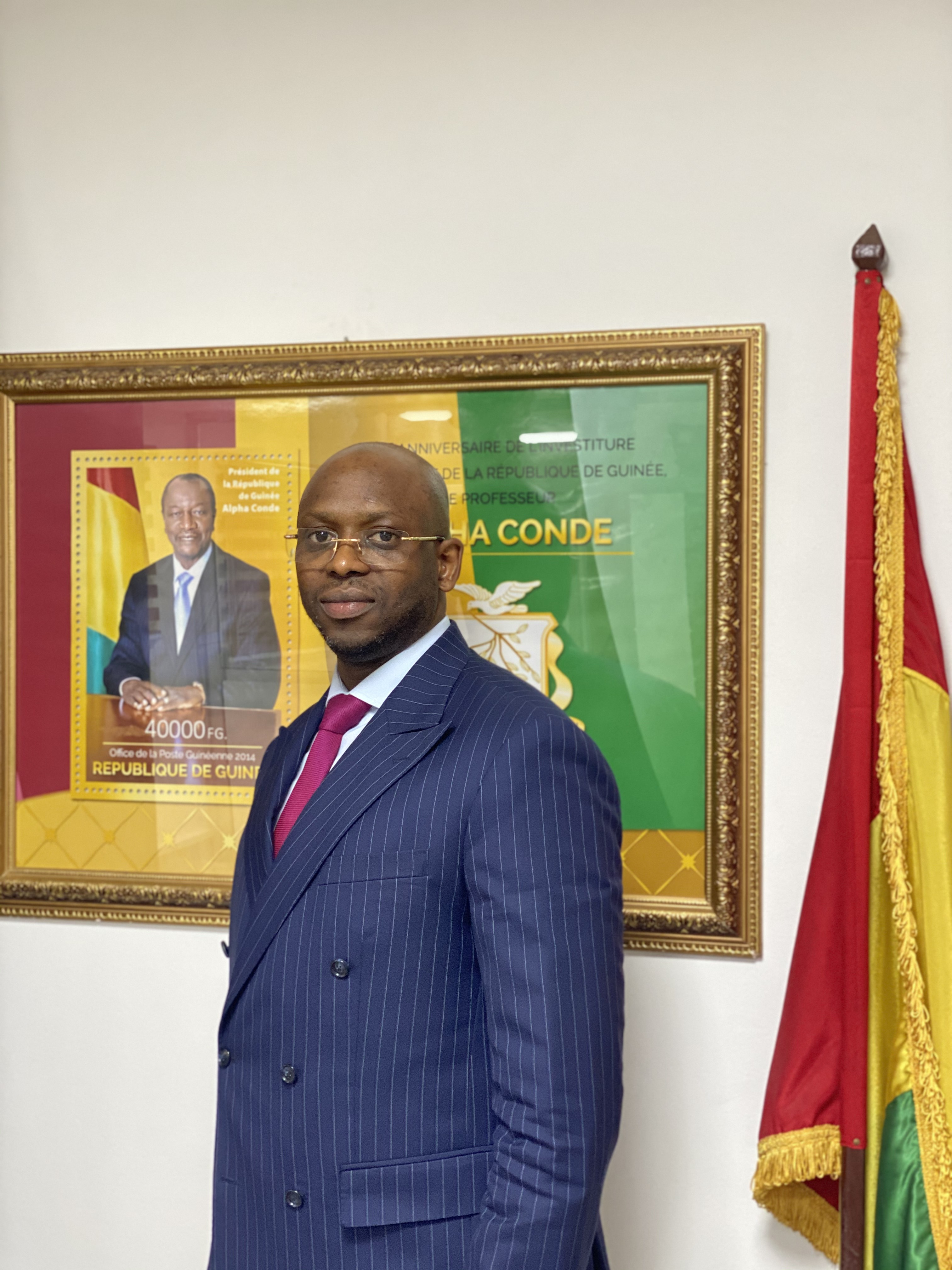

Il commence sa carrière au Canada où il aura acquis une expérience professionnelle de plus de dix ans chez Bell Canada considérée non seulement comme l'une des principales compagnies de télécommunications mais également comme l'une des plus grandes sociétés au Canada.
Là-bas, il a occupé les fonctions de technicien supérieur au centre de test, directeur des services techniques évolués et directeur de projets et programmes.
Entre mai 2011 et décembre 2015, de retour en Guinée, il occupera le poste de directeur général adjoint de l’autorité de régulation des postes et télécommunications (ARPT) et directeur général par intérim de fin 2015 en août 2016.
Pendant plus de deux ans, il occupe le poste de directeur général de Guinée Telecom (ancienne Sotelgui) puis en mai 2019, il devient directeur général de la Guinéenne de Large Bande (GUILAB) jusqu'en juillet 2020.

### Ministre
En juillet 2020, dans un décret, il est nommé ministre des Postes, des Télécommunications et de l’Économie numérique dans le Gouvernement Kassory I et en février 2021, il est reconduit dans ses fonctions  dans le second gouvernement de Kassory Fofana jusqu'à la chute du régime condé le 5 septembre 2021.
Le 16 août 2025, il est nommée directeur général et du directeur général adjoint de la Société de Gestion et d’Exploitation des Aéroports de Guinée (SOGEAG-S.A) en remplacement de Namory Camara.

## Vie privée
Il est marié à Fatoumata Condé et a 4 enfants nommés Sean, Thales, Mohamed et Amadou par ordre de naissance.